# Patersonia occidentalis
Patersonia occidentalis är en irisväxtart som beskrevs av Robert Brown. Patersonia occidentalis ingår i släktet Patersonia och familjen irisväxter.

## Underarter
Arten delas in i följande underarter:
- P. o. angustifolia
- P. o. latifolia
- P. o. occidentalis

## Bildgalleri

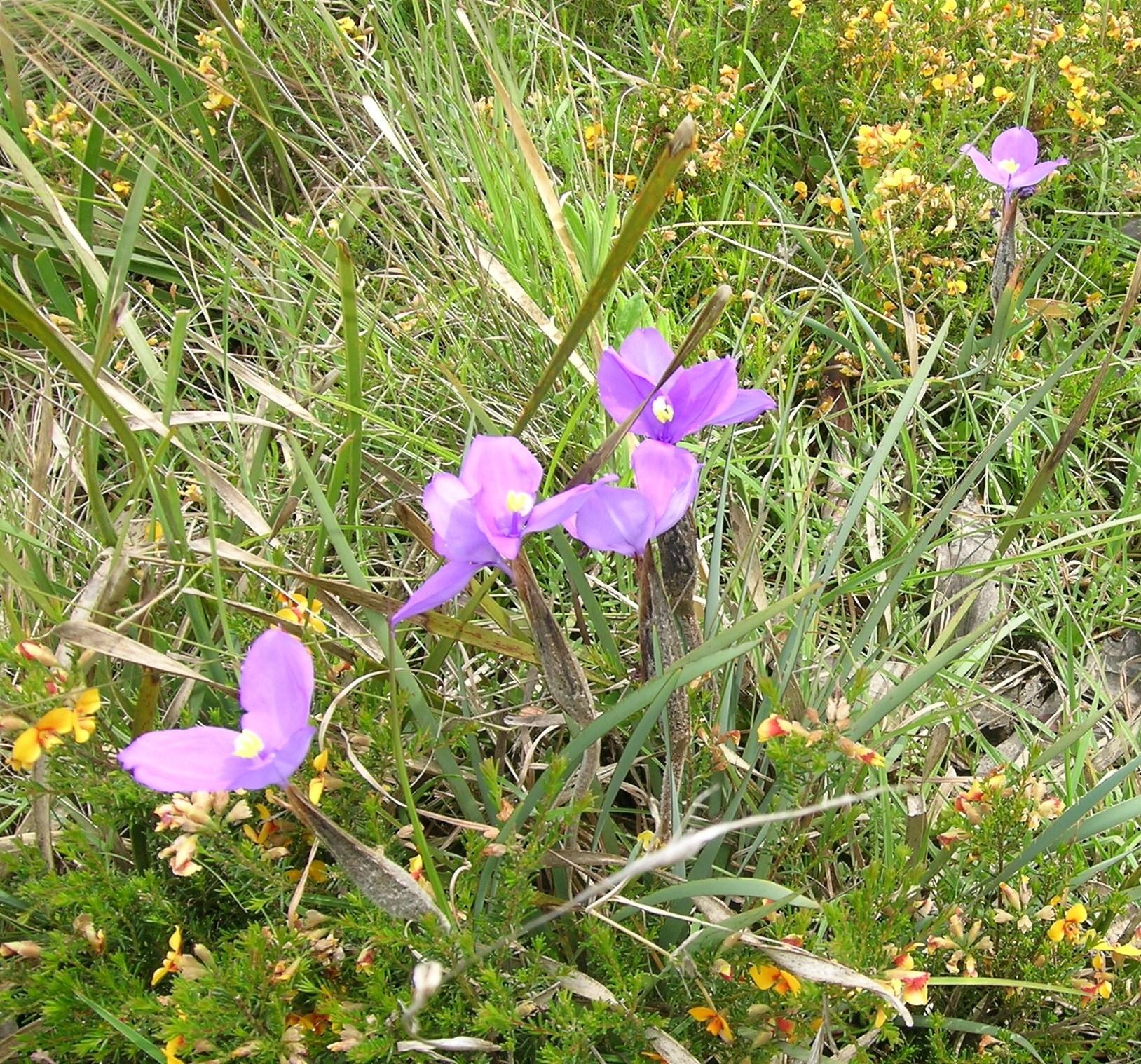